# 梧木川駅
梧木川（水原女子大）駅（オモクチョン（スウォンじょしだい）えき）は大韓民国京畿道水原市勧善区にある水仁・盆唐線の鉄道駅である。

## 歴史
- 2019年10月25日：駅名が梧木川駅に決定[1]。
- 2020年9月12日：首都圏電鉄水仁線漢大前駅 - 水原駅間が開業。